# Laurence Graff
Laurence Graff (Londra, 1938) è un gioielliere britannico, noto per essere uno dei gioiellieri più ricchi del mondo.
È titolare della società Graff Diamonds, che possiede una trentina di negozi di gioielleria in varie città del mondo. È specializzato nell'acquisto e vendita di pietre preziose, in particolare di diamanti. I principali centri di vendita sono a Londra, New York, Amsterdam, Parigi, Hong Kong e Monte Carlo.

## Patrimonio
Il suo patrimonio è valutato nel 2012 dalla rivista statunitense Forbes in 2,6 miliardi di USD.

## Biografia

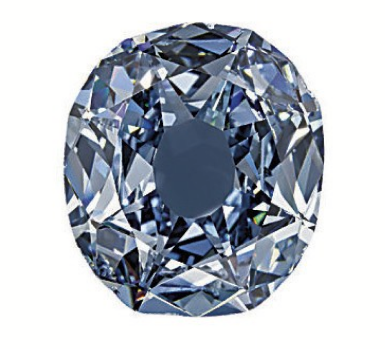
Il diamante blu Wittelsbach

Nato nel 1938 nel distretto londinese di Stepney da madre rumena e padre russo, lasciò presto gli studi scolastici e all'età di 16 anni trovò impiego come apprendista nella riparazione di anelli e produzione di piccoli gioielli. Dopo alcuni anni la gioielleria chiuse l'attività e Graff cominciò a vendere in proprio i suoi progetti a gioiellerie di tutto il Regno Unito. 
Nel 1960 fondò la società Graff Diamonds. Due anni dopo era proprietario di due gioiellerie a Londra. Dal 1974 cominciò a specializzarsi nella vendita di gioielli di altissimo valore a uomini facoltosi del Medio Oriente. In particolare, vendette numerosi diamanti e altri gioielli a Hassanal Bolkiah, 29º Sultano del Brunei.
Nel 2008 acquistò il diamante blu Wittelsbach per il prezzo record di 16,4 milioni di sterline. Dopo averlo fatto leggermente modificare, lo chiamò Wittelsbach-Graff. Il record fu battuto in novembre 2010, quando lo stesso Graff acquistò in un'asta di Sotheby's a Ginevra il Graff Pink, un diamante rosa di 24,78 carati, per la cifra di 29 milioni di sterline (pari a circa 38 milioni di Euro).
Possiede numerosi altri diamanti e gemme di altissimo valore, tra cui il The Flame, un diamante giallo ambrato del peso esatto di 100 carati. Risiede abitualmente a Gstaad in Svizzera con sua moglie Anne-Marie, ma ha abitazioni anche a Londra, New York e Cap Ferrat.